# (12774) Pfund
(12774) Pfund (1994 PH22) – planetoida z pasa głównego asteroid okrążająca Słońce w ciągu 4,44 lat w średniej odległości 2,7 j.a. Odkryta 12 sierpnia 1994 roku.